# Myscelia antholia
Myscelia antholia är en fjärilsart som beskrevs av Jean Baptiste Godart 1823. Myscelia antholia ingår i släktet Myscelia och familjen praktfjärilar. Inga underarter finns listade i Catalogue of Life.